# Ohrdruf

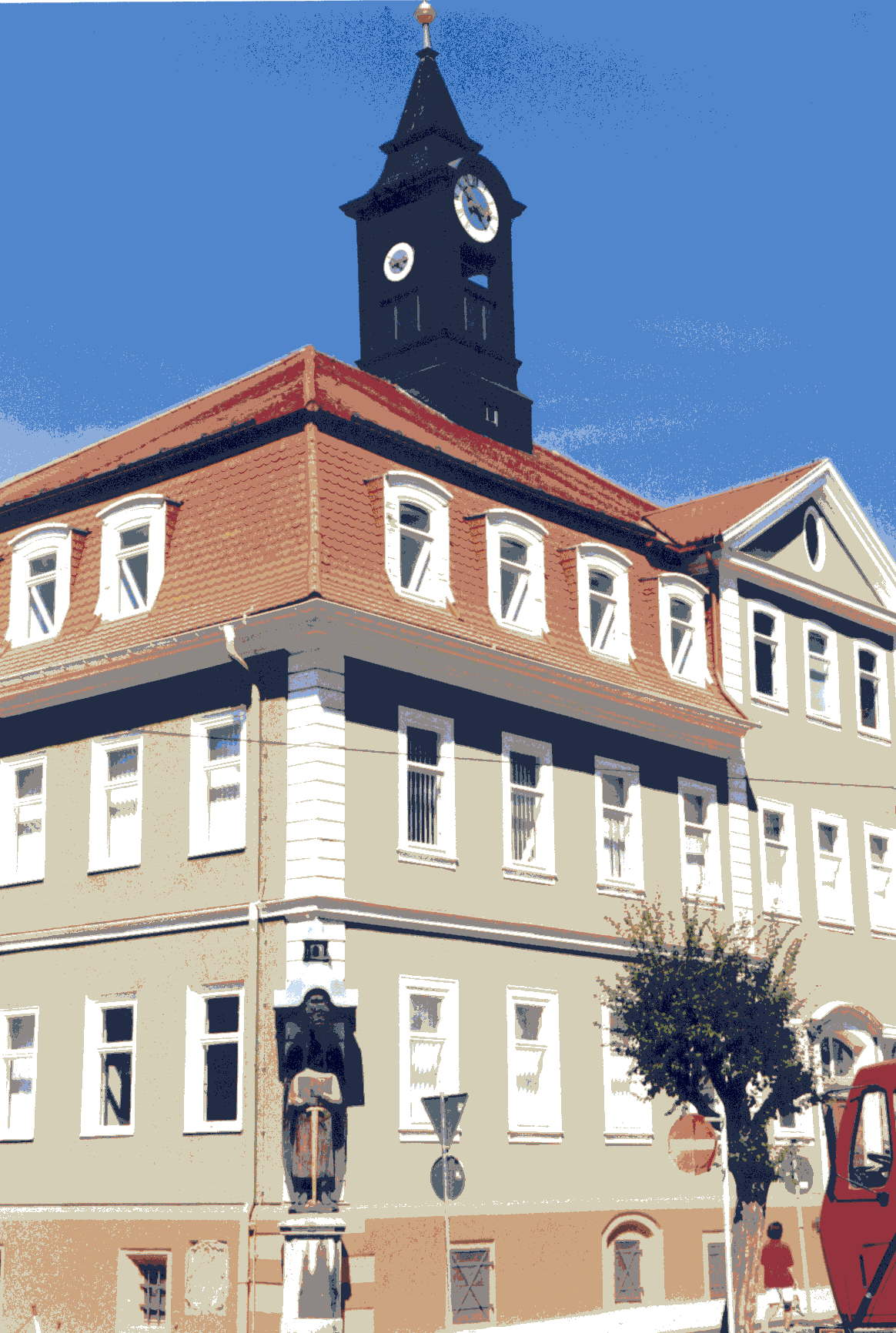
Stadhuis van Ohrdruf

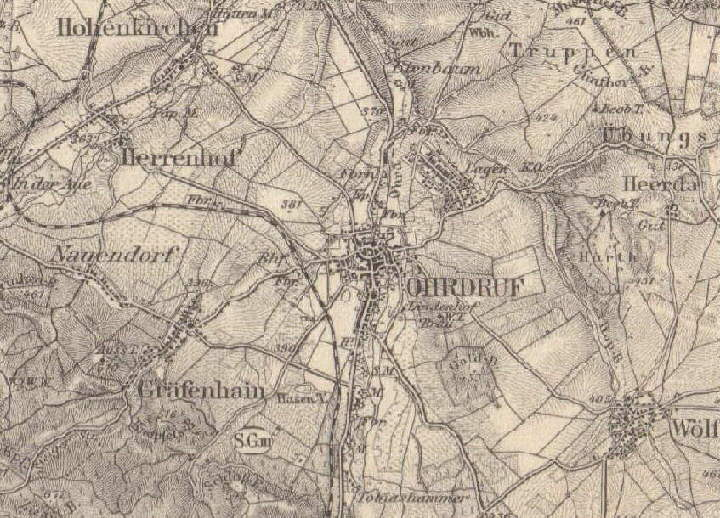
Kaart van Ohrdruf (1921)

Ohrdruf is een stad in de Duitse deelstaat Thüringen, gelegen in de Landkreis Gotha. De stad telt 9.652 inwoners.

## Tweede Wereldoorlog
In Ohrdruf is een groot militair oefenterrein, dat in de Tweede Wereldoorlog misschien is gebruikt voor kernproeven. Na de oorlog gebruikte het Russische leger het oefenterrein. Bij Ohrdruf was ook een subkamp van het concentratiekamp Buchenwald. Hier werd slavenarbeid geleverd voor de diverse ondergrondse fabrieken in de buurt, zoals Dora bij Nordhausen en Jonatal bij Arnstadt. In maart 1945 waren er 11.000 gevangenen, die voor een deel naar andere kampen werden overgeplaatst. Op 4 april 1945 werd het kamp toevallig door de Amerikanen ontdekt. Zij troffen daar duizenden verbrande en nog niet verbrande lijken aan.

## Bezienswaardigheden
Het stadje is bekend door de Tobiashammer, een uit 1482 daterende, door waterkracht aangedreven koperklopperij. De beek drijft vijf geweldige hamers aan.
Een plaquette wijst de plaats aan, waar het huis stond, waar Johann Sebastian Bach van 1695 tot 1702 in huis woonde bij zijn oudere broer Johann Christoph Bach III, die organist van Ohrdruf was.

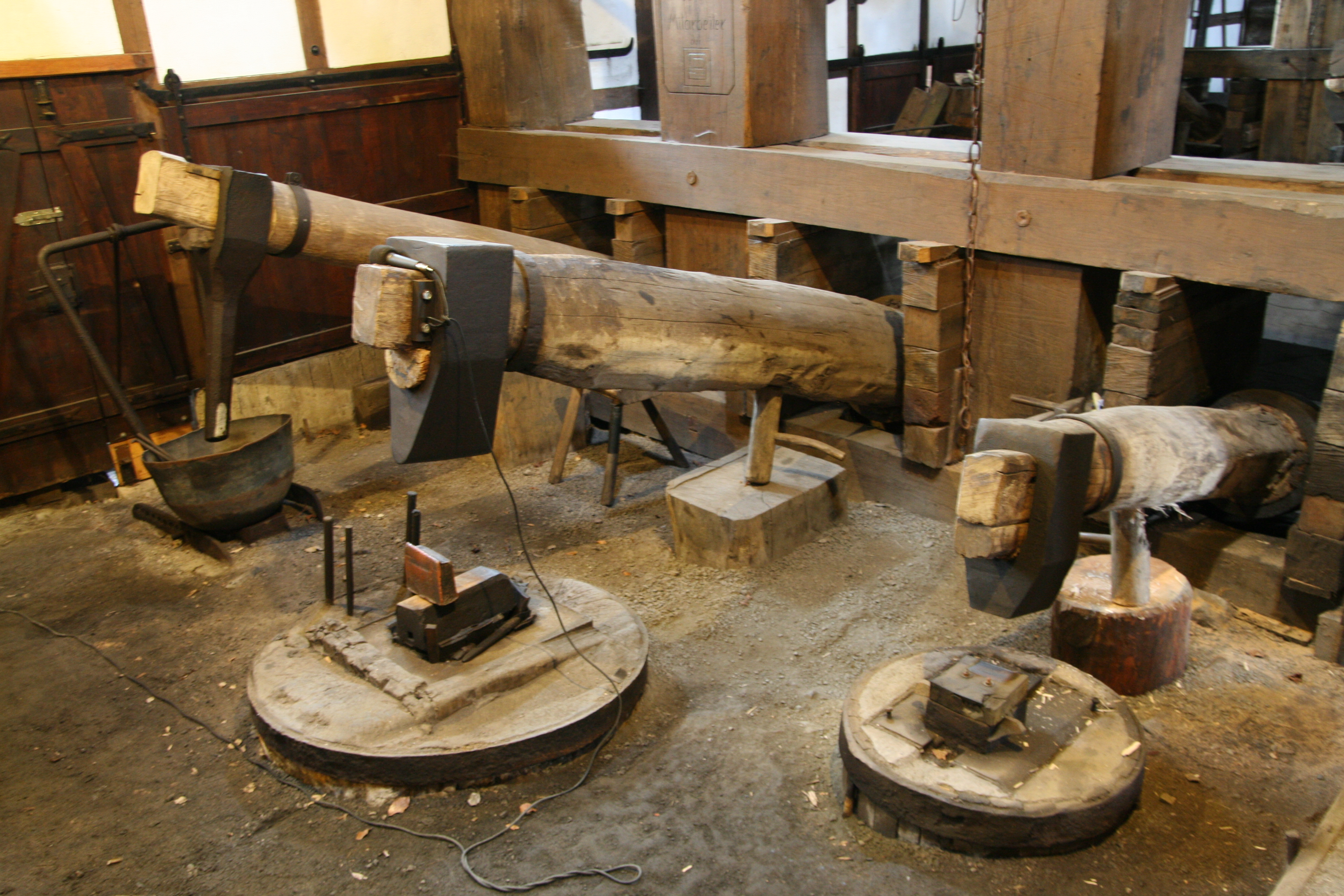
Tobiashammer
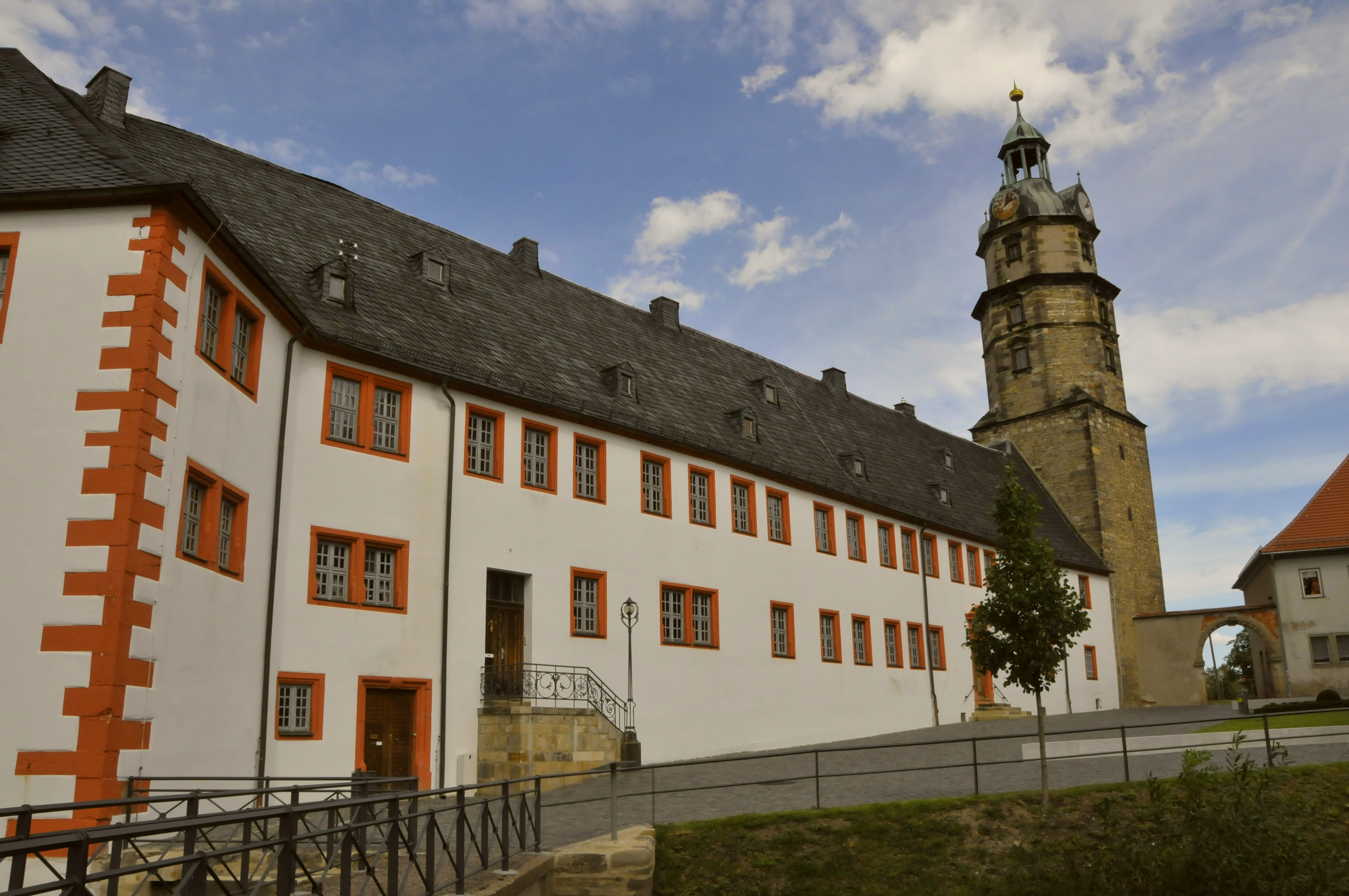
Schloss Ehrenstein